# Quartier du Petit-Montrouge
Quartier du Petit-Montrouge är Paris 55:e administrativa distrikt, beläget i fjortonde arrondissementet. Distriktet är uppkallat efter den före detta byn Montrouge.
Fjortonde arrondissementet består även av distrikten Montparnasse, Parc-de-Montsouris och Plaisance.

## Sevärdheter
- Saint-Pierre de Montrouge
- Saint-Dominique
- Paris katakomber
- Jardin Lionel-Assouad

## Bilder
| - De fyra administrativa distrikten i Paris fjortonde arrondissement. - Saint-Dominique. - Gång i Paris katakomber. |

## Kommunikationer
- Tunnelbana – linje  – Alésia